# Parque nacional Mimosa Rocks

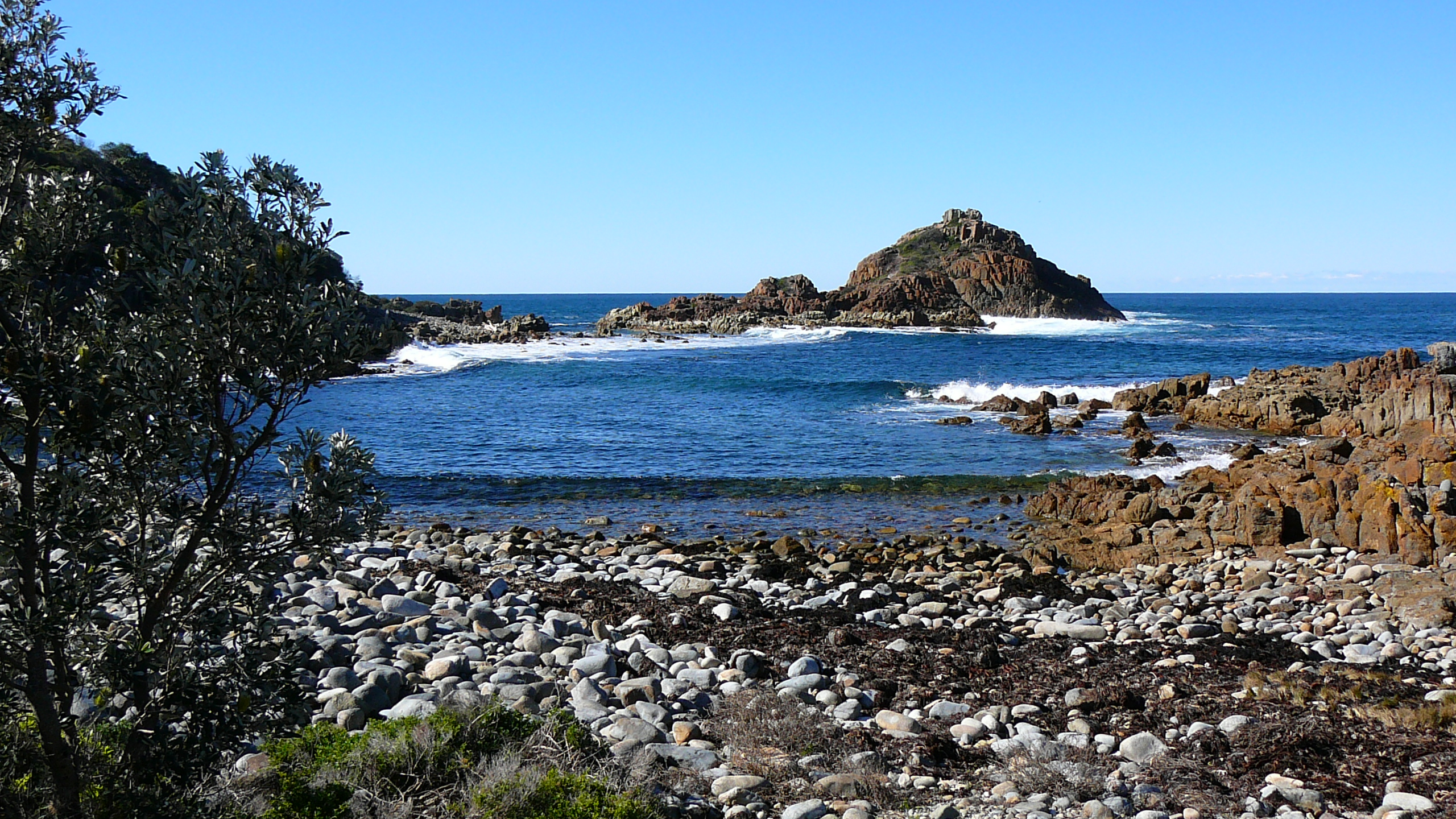
Mimosa Rocks en el parque nacional del mismo nombre.

El Parque Nacional Mimosa Rocks es un parque nacional en Nueva Gales del Sur (Australia), ubicado a 329 km al suroeste de Sídney.
El parque incluye 12 km de costa, en donde se pueden visitar playas, acantilados y promontorios con paisajes de gran belleza. Las islas Bunga Head y Mimosa Rocks son acantilados separados del continente.

## Ficha
- Área: 57 km²
- Coordenadas: 36°40′00″S 149°56′10″E / -36.66667, 149.93611
- Fecha de Creación: 13 de abril de 1973
- Administración: Servicio Para la Vida Salvaje y los Parques Nacionales de Nueva Gales del Sur
- Categoría IUCN: II